# Шенкенберг
Ше́нкенберг (Уккермарк) (нім. Schenkenberg (Uckermark)) — громада в Німеччині, у землі Бранденбург.
Входить до складу району Уккермарк. Підпорядковується управлінню Брюссов (Уккермарк). Населення — 572 мешканці (на 31 грудня 2013). Площа — 30,04 км². Офіційний код — 12 0 73 490.

## Населення
| Рік  | Населення |
| ---- | --------- |
| 2000 | 951       |
| 2005 | 667       |
| 2010 | 583       |